# Sfere metalliche di Klerksdorp
Le sfere metalliche di Klerksdorp sono sfere dall'aspetto metallico di diametro variabile da 1 a 2 centimetri, ritrovate dei primi anni ottanta nelle cave di pirofillite presso la cittadina di Ottosdal (Transvaal occidentale) in Sudafrica. Le loro caratteristiche insolite sono alla base delle diverse teorie sulla loro origine, soprattutto da parte dei sostenitori delle teorie relative agli OOPArt;  i geologi che hanno studiato questi oggetti, invece, propendono per ritenere che, nonostante la forma molto regolare, essi siano il prodotto di fenomeni naturali.

## Origine

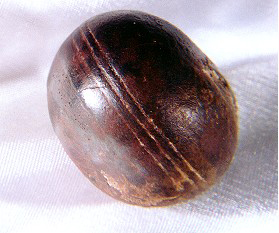
Una delle sfere, l'unica che presenta linee regolari

Le sfere prendono il nome dal museo di Klerksdorp in cui erano conservate. Sono state portate all'attenzione del pubblico dallo stesso curatore del museo, Rolfe Marx, che ha affermato che sembravano frutto di un'attività umana, ma risalivano ad un'epoca in cui l'uomo non esisteva. Il motivo di questa affermazione risiede nel fatto che una di esse, esposta nel museo e in seguito rubata, presentava lungo l'"equatore" dei solchi paralleli per i quali non esisterebbe, secondo Marx ed altri, una spiegazione scientifica che ne giustifichi una formazione naturale.
L'età geologica del deposito in cui sono state ritrovate risale, secondo Marx, a circa 2,8 miliardi di anni fa. Le sfere sono state rinvenute in una cava di pirofillite, un materiale piuttosto morbido utilizzato anche come isolante elettrico, che si origina dalla trasformazione metamorfica di un deposito sedimentario. Questo dimostrerebbe che la formazione del materiale è posteriore dunque ai 2,8 miliardi di anni fa, un tempo ritenuto normale per il processo di sedimentazione.
Durante il processo metamorfico che ha trasformato l'argilla e la cenere vulcanica in pirofillite si sarebbero formati i noduli metamorfici, consistenti in noduli di pirite, che quindi, per effetto dell'esposizione all'aria, si è trasformata in goethite, ereditandone la forma sferica.

## Diffusione della storia
Il "mistero di Klerksdorp" è stato originato da alcune pubblicazioni divulgate tra gli anni ottanta e novanta.
La prima di esse, nel 1982, è un articolo a firma "Jimson S." (Scientists baffled by space spheres, 27 luglio 1982) pubblicato su Weekly World News, un settimanale che pubblica notizie incredibili con intento comico e satirico. Fino al 2004, il giornale non era solito citare esplicitamente l'intento goliardico degli articoli, che però apparivano alla stragrande maggioranza del pubblico troppo incredibili per essere veri, tanto da rendere palese il gioco ("Elvis è vivo!"; "Il fantasma di Abraham Lincoln infesta la Casa Bianca!"; "Ragazzo-pipistrello scoperto in una caverna!", "Satana fugge dall'Inferno").
La "notizia" è stata ripresa in diverse pubblicazioni giornalistiche incentrate su misteri e UFO. Non si tratta nemmeno dell'unico caso del genere, in quanto almeno un altro è documentato: la presunta "scoperta" dell'inferno in una miniera.
Negli anni novanta la storia è stata ripresa e usata come fonte attendibile da Michael A. Cremo e Richard L. Thompson, autori della serie di libri Forbidden Archeology, in cui veniva presentata come una notizia vera e documentata, portandovi a sostegno anche una lettera del curatore del museo Rolf Marx scritta nel 1984 e in cui viene stimata l'età del sedimento i 2,8 miliardi di anni.
Anche la lettera, per quanto contenente alcuni fatti veri (la zona di origine e lo strato geologico del ritrovamento), contiene numerosi errori che dimostrano una scarsa conoscenza della geologia da parte dell'autore. Non si considera infatti che se il processo di sedimentazione è vecchio di milioni di anni, le rocce che lo compongono sono molto più recenti in quanto derivate da lenti processi di metamorfismo che hanno radicalmente cambiato la composizione degli strati.
In seguito alla pubblicazione su Forbidden Archeology, che ha dato grande visibilità al "mistero", la storia si è sparsa ed è stata adottata come prova a favore del creazionismo da gruppi dell'ultradestra, che a loro volta hanno abbellito la notizia con presunti coinvolgimenti della NASA, scienziati perplessi e ulteriori modifiche al racconto originale.

## Le posizioni dei sostenitori del mistero
Le tesi relative all'origine misteriosa degli oggetti sono principalmente riconducibili a tre teorie
- Disegno intelligente: le pietre sarebbero state create alla creazione del mondo, nella posizione in cui sono state trovate. L'età dei sedimenti non sarebbe quella proposta, in quanto tutta la creazione è avvenuta pochi millenni fa (la datazione varia a seconda delle fonti). La presenza di artefatti non compatibili con la storia conosciuta della razza umana mostrerebbe la fallacità della teoria evoluzionistica correntemente accettata dal mondo scientifico.
- Ipotesi aliena - Gli oggetti non sarebbero di realizzazione umana, ma sarebbero stati portati da esseri extraterrestri in visita sulla terra in epoche antiche[4]
- Ipotesi antica - Le sfere sarebbero un prodotto di un'antica civiltà dimenticata, in possesso di grandi tecnologie e scomparsa in epoche remote.[5]

## Le posizioni degli scettici
Il materiale di cui sono costituite le sfere è stato identificato dall'Università di Potchefstroom presso Johannesburg, da un team guidato dal professor A. Bisschoff, che ha avuto modo di studiarne la documentazione esistente: si tratterebbe di limonite, un minerale che può comporsi in proporzioni variabili di goethite, ematite e idrossidi di ferro. La limonite può formare noduli circolari, e anche i solchi potrebbero essere frutto di un processo naturale di consolidamento noto per quanto raro.
Fin dagli anni trenta su pubblicazioni scientifiche e tecniche sono documentati noduli di pirite e goethite di origine metamorfica nelle miniere dove è avvenuto il ritrovamento (Nels, L. T., Jacobs, H., Allen, J. T., and Bozzoli, G. R., 1937, Wonderstone. Geological Survey of South Africa Bulletin no. 8, Pretoria, Sudafrica; Jackson, J. A., and Bates, R. L., 1987, Glossary of Geology. American Geological Institute, Alexandria, Virginia).
I solchi tuttavia potrebbero anche essere stati fatti dagli scopritori, per uso ornamentale o appositamente per rendere più "attrattiva" la scoperta.
Inoltre, la datazione di 2,8 miliardi di anni sarebbe sbagliata, in quanto i noduli se si fossero formati in un periodo così lungo sarebbero stati deformati dalle forze interne alle rocce e dai movimenti del terreno.

## Obiezioni alla tesi scientifica e loro risposta
Cremo, Thompson e Marx hanno risposto alle obiezioni del professor Bishoff sostenendo che la limonite di cui sarebbero composte è un materiale morbido, mentre le sfere sarebbero dure; inoltre i noduli di limonite si presenterebbero non isolati, ma a grappoli.
La seconda obiezione è incorretta dal punto di vista geologico, in quanto non è raro che la limonite si presenti in noduli isolati di origine metamorfica, come appare anche nei testi sopra citati.
La prima invece è probabilmente frutto di un errore di R. Marx (la cui lettera conteneva molte imprecisioni in tema di geologia), o più banalmente di un equivoco. I noduli di limonite trovati in superficie possono effettivamente essere resi friabili dall'erosione atmosferica, che li rende molto fragili. Tuttavia quelli interessati sono stati trovati all'interno di una cava di pietra, per cui protetti dal processo erosivo. Inoltre, nella famiglia delle limoniti, la goethite è la più dura, per cui è incorretto il paragone tra questo materiale e altre varianti più fragili della limonite. 
Va ulteriormente precisato che le sfere "misteriose" non sono state soggette ad una prova di incisione, un esame parzialmente distruttivo, che avrebbe fornito un'informazione verificabile sulla loro durezza: la durezza presunta delle sfere viene indicata solo da Marx nei suoi scritti.
Una terza obiezione è la presenza delle linee apparentemente realizzate da creature intelligenti. Gli studiosi rispondono a questa obiezione evidenziando che:
- La scomparsa della pietra originale impedisce di svolgere ulteriori analisi, che potrebbero dimostrare la realizzazione moderna dei solchi, come nel caso dei Teschi di cristallo sudamericani
- I sostenitori dell'origine umana non portano alcuna prova a sostegno della tesi, se non l'affermazione che sono "di natura artificiale" e le testimonianze di alcuni non meglio precisati "tecnici di laboratorio" ("lab technician").
- Le linee compaiono su una sola pietra delle migliaia simili estratte sul sito
- Non vi sono prove documentarie che le linee fossero già presenti al momento dell'estrazione, per cui non si può escludere l'ipotesi di una lavorazione successiva o eventualmente di una frode.
- L'origine antica della lavorazione è discutibile, poiché le forze presenti negli scisti sedimentosi in perenne lento movimento avrebbero deformato nei secoli una lavorazione così precisa.
- Le linee potrebbero essere il frutto di un particolare processo di formazione dei noduli, che ha portato ad un consolidamento anomalo della goethite. Si tratterebbe di un caso raro ma non impossibile, e il fatto che sia una sola sfera ad essere stata trovata contribuisce a non rendere scartabile questa ipotesi.